# Michael Swann
Michael Meredith Swann, baron Swann (1er mars 1920 – 22 septembre 1990) est un biologiste moléculaire et cellulaire britannique. Il est nommé président de la BBC, et devient pair à vie.

## Jeunesse
Swann est né à Cambridge, l'aîné des trois enfants du pathologiste Meredith Blake Robson Swann et de son épouse, Marjorie Dykes.
Swann fait ses études à la King's College School de Cambridge, puis au Winchester College, un internat indépendant pour garçons de la ville de Winchester dans le Hampshire. Il étudie ensuite la zoologie au Gonville and Caius College de Cambridge, où il obtient une maîtrise.

## Carrière
Il sert dans l'armée britannique pendant la Seconde Guerre mondiale, atteignant le grade de lieutenant-colonel et étant mentionné dans les dépêches. À partir de 1946, Swann enseigne la zoologie à l'Université de Cambridge, son alma mater.
Il rejoint l'Université d'Édimbourg en tant que professeur d'histoire naturelle en 1952. En 1953, il est élu membre de la Royal Society of Edinburgh, parrainé par James Ritchie, John Gaddum, Maurice Yonge et Harold Callan. Il remporte le prix Makdougall Brisbane de la société pour 1970/72. En 1962, il est élu membre de la Royal Society de Londres.
Ses travaux universitaires portent sur les mécanismes de division cellulaire et de fécondation. Il utilise des méthodes de polarisation cellulaire pour comprendre les changements dans l'organisation moléculaire du fuseau mitotique. Avec son collaborateur Murdoch Mitchison, il trouve des preuves à l'appui d'une nouvelle théorie de la division cellulaire. Il collabore avec Victor Rothschild dans des expériences sur les modifications de la structure membranaire lors de la fécondation.
De 1965 à 1974, il est directeur et vice-chancelier de l'Université d'Édimbourg. En 1968, il reçoit un doctorat honorifique en sciences de l'Université de Leicester. Au cours de son mandat de directeur, il rencontre des difficultés avec les étudiants dirigés par Gordon Brown, qui est, de manière inhabituelle, élu recteur de l'université. Il reçoit le titre de chevalier lors des Birthday Honors de 1972.

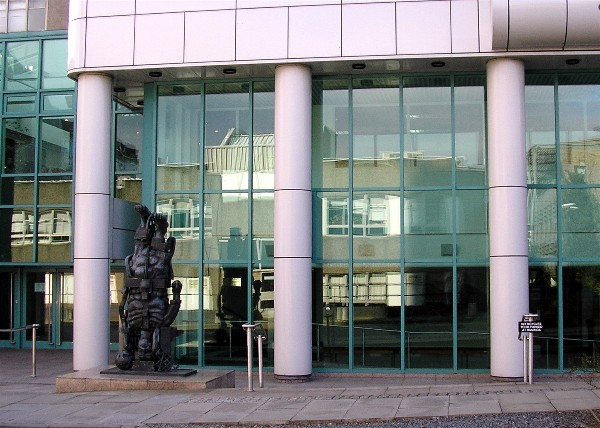
Le bâtiment Swann est le siège principal des sciences biologiques de l'Université d'Édimbourg.

Il est président des gouverneurs de la BBC de 1973 à 1980, après avoir été nommé par le Premier ministre conservateur Edward Heath, qui a apprécié son comportement fort lors des manifestations étudiantes à l'Université d'Édimbourg. Il est créé pair à vie en tant que baron Swann, de Coln St. Dennis dans le Gloucestershire le 16 février 1981. En 1980, Swann devient recteur de l'Oriel College  mais démissionne après neuf mois. Il est également chancelier de l'Université d'York de 1979 jusqu'à sa mort. En 1981, il est nommé membre honoraire du Trinity College de Dublin.
En 1969, il dirige la commission Swann « sur le flux vers l'emploi des scientifiques, des ingénieurs et des technologues ». En 1985, il préside une nouvelle commission Swann « Éducation pour tous », produisant un rapport sur l'éducation des enfants issus de groupes ethniques minoritaires.
Il meurt à Londres le 22 septembre 1990.
Le bâtiment Michael Swann de l'Université d'Édimbourg à Kings Buildings porte son nom. Il continue d’être utilisé à ce jour pour des travaux sur la division cellulaire et la fécondation.